# Half Note
| Recensione | Giudizio |
| ---------- | -------- |
| AllMusic   | [ 1 ]    |

Half Note è un album discografico live a nome della Clifford Jordan Quartet, pubblicato dall'etichetta discografica SteepleChase Records nel 1985.

## Tracce
Lato A
1. Holy Land – 8:46 (Cedar Walton)
2. Glass Bead Games – 5:44 (Clifford Jordan)
3. St. Thomas – 10:01 (Tradizionale)

Lato B
1. Rhythm-A-Ning – 9:16 (Thelonious Monk)
2. Midnight Waltz – 9:22 (Cedar Walton)
3. The Highest Mountain – 6:26 (Clifford Jordan)

## Musicisti
- Clifford Jordan - sassofono tenore
- Cedar Walton - pianoforte
- Sam Jones - contrabbasso
- Albert Heath - batteria

Note aggiuntive
- Nils Winther - produttore, fotografia
- Registrato dal vivo al Half Note di New York il 5 aprile, 1974